# Уязвим вид
Уязвим вид (на английски: Vulnerable, VU) е този биологичен вид, който е оценен от Международния съюз за защита на природата (IUCN), така че е по-вероятно да се превърне в застрашен, освен ако обстоятелствата, които заплашват неговото оцеляване и размножаване не се подобрят. Към 2012 година има 4728 животни и 4914 растения, класифицирани като уязвими, в сравнение с нива от 1998 г. от 2815 и 3222, съответно. 
Уязвимостта е причинена главно от изгубване или унищожаване на местообитанията. Уязвимите видове се наблюдават и често се превръщат в застрашени. Въпреки това някои видове, оценени като „уязвими“, може в действителност да бъдат доста разпространени в плен, например папагалът зелен ара.

## Критерии
IUCN използват няколко критерия, за да отнесат видовете към категорията „уязвими“.
Един таксон е уязвим, когато не е критично застрашен или застрашен вид, но е изправен пред висок риск от изчезване в природата в средносрочен план, определен по някой от следните критерии (А до Е):
А) Намаляване на популацията под формата на едно от следните
1. наблюдавано, оценено или подозирано намаляване с най-малко 20% през последните 10 години или три поколения, в зависимост от това кое от двете е по-дълго, въз основа (и уточняване) на което и да е от изброените по-долу:
  1. пряко наблюдение
  2. индекс на изобилието (за подходящи таксон)
  3. спад в района на ареала, степента на поява и/или качеството на местообитания
  4. реални или потенциални нива на експлоатация (човешка)
  5. ефекти на интродуцирани таксони, хибридизация, патогени, замърсители, конкуренти или паразити.
2. намаляване с най-малко 20%, прогнозирано или предполагаемо в рамките на следващите десет години или три поколения, в зависимост от това кое от двете е по-дълго, въз основа на (и уточняване) (2), (3), (4), или (5) по-горе.

В) Степента на поява се оценява на площ по-малка от 20 000 km² или степента на обитаемост се оценява на площ по-малка от 2000 km², като оценката е върху които и да е две от следните
1. силно фрагментирана площ или е известно да съществува на не повече от десет места.
2. продължаващ спад, установен, наблюдаван или очакван, в което и да е от изброените по-долу:
  1. степен на заетост в област появата
  2. площ, обхват и/или качеството на хабитата
  3. броя на местата или субпопулации
  4. броя на възрастните индивиди
3. екстремни колебания в някое от следните:
  1. степен на възникване
  2. заета площ
  3. броя на местата или субпопулации
  4. броя на възрастните индивиди.

C) Популация оценена на по-малко от 10 000 зрели индивиди и
1. продължаващия спад от най-малко 10% в рамките на 10 години или три поколения, в зависимост от това кое от двете е по-дълго, или
2. продължаващ спад, наблюдаван, прогнозиран, или очакван, на броя на възрастните индивиди и структурата на популацията под формата на едно от следните:
  1. силно фрагментирана (т.е. субпопулация не очаква се да съдържа повече от 1000 зрели индивиди)
  2. всички индивиди са в една субпопулация.

D) Популации много малки или ограничени във формата на едно от следните
1. Популация оценена на по-малко от 1000 зрели индивиди.
2. Популацията се характеризира с остро ограничение в своята заемана област (обикновено по-малко от 100 кв. км) или в броя на местата (обикновено по-малко от пет). Такава таксони ще бъде податливи на въздействието на човешките дейности (или случайни събития, чието въздействие се увеличава от човешката дейност) в рамките на много кратък период от време в непредвидимо бъдеще, и по този начин може да стане критично застрашен или дори да изчезне в много кратък период от време.

E) Количествен анализ, който показва вероятност от изчезване в дивата природа най-малко 10% в рамките на 100 години.